# 사이클롭스 (마블 코믹스)
사이클롭스(Cyclops)는 마블 코믹스 세계관에 등장하는 등장인물이다.엑스맨, 엑스팩터 등 다양한 팀의 리더이며 진 그레이의 남편이다.그는 눈에서 붉은색 빛을 띄는 강력한 레이저를 발사할 수 있다.